# 銍知王
銍知王（ちつちおう、荘王、? - 492年10月4日）は、金官伽倻の第8代の王（在位:451年 - 492年）。父は吹希王、母は仁徳である。王妃は邦媛、息子に第9代の王である鉗知王（粛王）がいる。